# Distretto di Rangamati
Il distretto di Rangamati è un distretto del Bangladesh situato nella divisione di Chittagong. La città principale è Rangamati.

## Suddivisioni
Il distretto si suddivide nei seguenti sottodistretti (upazila):
- Belaichhari
- Bagaichhari
- Barkal
- Juraichhari
- Rajasthali
- Rangamati Sadar
- Kaptai
- Langadu
- Naniarchar
- Kawkhali